# Mirandinha (ur. 1959)
Mirandinha, właśc. Francisco Ernani Lima da Silva (ur. 2 lipca 1959 w Chaval) – piłkarz brazylijski, występujący podczas kariery na pozycji napastnika.

## Kariera klubowa
Karierę piłkarską Mirandinha zaczął w klubie Ferroviário AC w 1976 roku. Po krótkim pobycie w AA Ponte Preta, Mirandinha trafił do SE Palmeiras. Jednak dopiero w Botafogo FR zdołał zadebiutować w lidze brazylijskiej. Zadebiutował 18 stycznia 1981 w wygranym 4-0 meczu z Desportivą Cariacica. Był to udany debiut, gdyż Mirandinha strzelił jedną z bramek. W kolejnych latach występował w Náutico, Portuguesie i ponownie SE Palmeiras. Dobra gra w Stanley Rous Cup zaowocowała transferem do angielskiego Newcastle United za 575 tys. funtów. Mirandinha występował w Newcastle przez dwa sezony, lecz mimo 20 strzelonych bramek nie mógł się zaaklimatyzować i znaleźć wspólny język z kolegami.
Po spadku Newcastle do drugiej ligi w 1989 roku powrócił do Palmeiras. W 1990 po raz drugi wyjechał do Europy do portugalskiego CF Os Belenenses. Po powrocie do Brazylii występował krótko w Corinthians Paulista, po czym przeszedł do Fortalezy, którą zdobył jedyne w karierze trofeum – mistrzostwo stanu Ceará – Campeonato Cearense w 1991 roku. W Corinthians 7 kwietnia 1991 w zremisowanym 1-1 meczu z São Paulo FC Mirandinha rozegrał ostatni mecz w lidze brazylijskiej. W lidze brazylijskiej rozegrał 121 meczów i strzelił 54 bramki. W 1992 roku wyjechał Japonii do Shimizu S-Pulse. Potem występował jeszcze w Bellmare Hiratsuka, po czym powrócił do Brazylii do Fortalezy. Karierę zakończył w macierzystym Ferroviário AC w 1996 roku.

## Kariera reprezentacyjna
W reprezentacji Brazylii Mirandinha zadebiutował 19 maja 1987 w zremisowanym 1-1 meczu z reprezentacją Anglii podczas Stanley Rous Cup, który Brazylia zdobyła. Był to udany debiut, gdyż Mirandinha w 36 min. meczu zdobył bramkę. Ostatni raz w reprezentacji wystąpił 28 maja 1987 w wygranym 3-2 meczu z reprezentacją Finlandii. W tym samym roku Mirandinha brał udział w Copa América 1987, na którym Brazylia odpadła w fazie grupowej. Na turnieju był rezerwowym i nie wystąpił w żadnym meczu.

## Kariera trenerska
Po zakończeniu kariery piłkarskiej Mirandinha został trenerem. Prowadził wiele klubów brazylijskich oraz kluby w Malezji i Arabii Saudyjskiej. Był również skautem Newcastle United.